# Golden Tears
『Golden Tears』（ゴールデン・ティアーズ）は、BONNIE PINKの通算8枚目のオリジナルアルバム。2005年9月21日発売。発売元はワーナーミュージック・ジャパン。CDコードはWPCL-10220。

## 概要
デビューから丸10年にあたる日に発売。『Even So』からは1年4ヶ月ぶりとなるオリジナルアルバム。トーレ・ヨハンソン、バーニング・チキン、ホッド・デヴィッドの3組（人）によるプロデュースである（ミキシングは全曲トーレ・ヨハンソンが担当）。
デビュー10年目の最後を飾るアルバムであるが、これまでのアルバム同様、自身の現在進行形をそのまま表現したものとなっている。BONNIE PINK自身は10周年を意識したのは、アルバムのタイトルのみであるという。
本アルバムの発売にあたって、「So Wonderful」が先行シングルとしてリリースされた。

## 収録曲
1. So Wonderful （3:27）
（作詞・作曲：BONNIE PINK　）
2. Paradiddle-free （3:19）
（作詞・作曲：BONNIE PINK　）
3. Coast to Coast （4:18）
（作詞・作曲：BONNIE PINK　）
4. Addiction （4:36）
（作詞・作曲：BONNIE PINK　）
5. Mirror （3:39）
（作詞・作曲：BONNIE PINK　）
6. 日々草 （3:43）
（作詞・作曲：BONNIE PINK　）
7. Robotomy （3:50）
（作詞・作曲：BONNIE PINK　）
シングル『So Wonderful』に収録された同曲の原曲。
8. Monster （3:31）
（作詞・作曲：BONNIE PINK　）
9. Rise and Shine （3:29）
（作詞・作曲：BONNIE PINK　）
10. Cotton Candy （3:47）
（作詞・作曲：BONNIE PINK　）
WOWOWスクランブル枠アニメ『強殖装甲ガイバー』エンディングテーマ
11. Nocturne （3:13）
（作詞・作曲：BONNIE PINK　）
12. You Got Me Good （4:23）
（作詞・作曲：BONNIE PINK　）
セガトイズ「サウンドキャリア」CMソング
13. Believe （3:30）
（作詞・作曲：BONNIE PINK　）
日活配給映画『ベルベット・レイン』イメージソング